# Коршак Василь Володимирович
Василь Володимирович Коршак (27 грудня 1908 [9 січня 1909], село Високе Борзнянського району Чернігівської області — 14 червня 1988, Москва) — хімік, доктор хімічних наук (1941), академік АН СРСР (1976), лауреат Державної премії СРСР (1949, 1951), Ленінської премії (1986).

## Біографія
Народився 27 грудня 1908 року. Батько Володимир Федотович Коршак був залізничним майстром, начальником колії. Мати — Тетяна Яківна Коршак (Шведова). Василь був старшим із чотирьох дітей у сім'ї, у нього був брат Анатолій та дві сестри — Людмила та Зінаїда.
У 1926 році закінчив професійно-технічну школу у місті Ромни. І почав працювати теслярем на станції Ромни Південної залізниці. У 1931 році закінчив Московський хіміко-технологічний інститут ім. Д. І. Менделєєва за фахом інженер-технолог, потім продовжив у ньому роботу.
У 1932 році одружився з Зоєю Олексіївною Миролюбовою. У 1935 році у них народився син Володимир (помер у 1942 році в евакуації від запалення легень), у 1937 році син Юрій, у 1944 році — дочка, і в 1952 році син, якого також назвали Володимиром.
З 1931 по 1935 рік був аспірантом та асистентом кафедри органічної хімії МХТІ ім. Д. І. Менделєєва. Потім з 1935 по 1938 був докторантом Інституту органічної хімії АН СРСР і одночасно доцентом кафедри органічної хімії МХТІ ім. Д, І. Менделєєва. У 1938 році організував в Інституті органічної хімії Академії наук СРСР лабораторію високомолекулярних сполук, якою керував до 1988 року. З 1938 до 1953 року був завідувачем кафедри органічного синтезу Московського хіміко-технологічного інституту ім. Д. І. Менделєєва. В 1941 — декан факультету № 138 Московського хіміко-технологічного інституту ім. Д. І. Менделєєва.
З 1942 року — доктор хімічних наук. З 1948 по 1954 рік обіймав посаду заступника директора Інституту органічної хімії АН СРСР. З 1951 по 1972 був головним редактором журналу «Успіхи хімії». 23 жовтня 1953 був обраний членом-кореспондентом Академії наук СРСР за спеціальністю «хімія високомолекулярних сполук». З 1954 по 1963 рік обіймав посаду заступника директора Інституту елементоорганічних сполук АН СРСР. З 1958 до 1988 рік був завідувачем кафедри технології пластичних мас Московського хіміко-технологічного інституту ім. Д. І. Менделєєва. З 1973 по 1988 рік був головним редактором журналу «Високомолекулярні з'єднання». 23 грудня 1976 був обраний академіком за спеціальністю «високомолекулярні з'єднання».
Помер 14 червня 1988 року у Москві. Похований на Кунцевському кладовищі у Москві.

## Наукові досягнення
Його наукові праці стосуються хімії полімерів. Він визначив основні закономірності процесу поліконденсації, відкрив неврівноважену поліконденсацію та інші реакції, які ведуть до синтезу полімерів. Зі своїми співробітниками синтезував велику кількість нових полімерів, зокрема відкрив третю алотропічну форму вуглецю — карбін (1961). Під його керівництвом розроблена технологія виробництва синтетичних волокон анід і лавсан. Вперше в СРСР синтезував (спільно з С. Р. Рафіковим) волокноутворюючі поліаміди. Зробив великий внесок у вивчення залежності властивостей полімерів від будови ланцюга макромолекули.
Він автор понад 30 монографій, 1500 статей, кількох сотень авторських свідоцтв, майже 100 зарубіжних патентів. Підготував 35 докторів і більше 20 кандидатів наук. Почесний іноземний член академій наук Фінляндії (з 1984 р.) та Німецької Демократичної Республіки (з 1979 р.).

## Нагороди та відзнаки
За наукові дослідження в галузі високомолекулярних сполук, викладені в 1947—1948 роках у статтях «До питання про утворення тривимірних структур у поліамідів», «Про ступінь дисперсності поліамідів», «Дослідження в галузі високомолекулярних сполук», В. В. Коршаку присуджена Державна премя СРСР 1949 р. Другу Державну премію СРСР він отримав у 1951 р. за монографію «Хімія високомолекулярних сполук».
За цикл праць «Процеси синтезу та властивості полімерів», опублікованих протягом 1969—1984 років, удостоєний Ленінської премії в галузі науки і техніки. Нагороджений орденами Леніна (1979), Жовтневої Революції (1975), Трудового Червоного прапора (1969), Червоної Зірки (1944), «Знак пошани» (1945, 1953), медалями СРСР.

## Праці
- Коршак В. В. Гетероцепные полиэфиры / В. В. Коршак, С. В. Виноградова; отв. ред. С. Р. Рафиков; АН СССР, Ин-т элементоорган. соединений . — Москва: Изд-во Акад. наук СССР, 1958. — 403 с.
- Коршак В. В. Новое в области термостойких полиимидов: монография / В. В. Коршак, А. Л. Русанов, И. Батиров; Отв. ред. И. У. Науманов; АН ТССР, Ин-т химии. — Душанбе: Дониш, 1986. — 103 с.
- Коршак В. В. Полимеры в процессах иммобилизации и модификации природных соединений: монография / В. В. Коршак, М. И. Штильман; АН СССР. Секция хим.-технол. и биол. наук, АМН СССР, Межвед. науч. совет АН СССР и АМН СССР по фундам. пробл. медицины. — Москва: Наука, 1984. — 261 с.
- Коршак В. В. Прогресс полимерной химии: монография / В. В. Коршак; АН СССР, Ин-т элементоорган. соединений. — Москва: Наука, 1965. — 414 с.
- Коршак В. В. Синтетические гетероцепные полиамиды / В. В. Коршак, Т. М. Фрунзе; отв. ред. С. Р. Рафиков; АН СССР, Ин-т элементоорган. соединений . — Москва: Изд-во Акад. наук СССР, 1962. — 523 с.
- Коршак В. В. Химическое строение и температурные характеристики полимеров / В. В. Коршак; АН СССР, Ин-т элементоорган. соединений . — Москва: Наука, 1970. — 419 с.
- Коршак В. В. Химия высокомолекулярных соединений / В. В. Коршак; отв. ред. В. И. Иванов; Академия наук СССР, Институт органической химии. — Москва; Ленинград: Изд-во Академии наук СССР, 1950. — 528 с
- Технология пластических масс: [учеб. для вузов по спец. «Хим. технология пласт. масс»] / под ред. В. В. Коршака. — 3-е изд., перераб. и доп. — Москва: Химия, 1985. — 559 с.